# دويتشه لوفتهانزا (ألمانيا الشرقية)
دويتشه لوفتهانزا (اختصار DLH ) كانت شركة طيران تعمل كناقل وطني لألمانيا الشرقية من 1955 إلى 1963.
بسبب استخدام العلامة التجارية Lufthansa (كانت حقوق العلامة التجارية مملوكة لألمانيا الغربية لوفتهانزا)، تعرضت شركة ألمانيا الشرقية لضغوط قانونية مستمرة، وتم تصفيتها لاحقًا واستبدالها بـ انترفلوج.

## التاريخ
في 27 أبريل 1955، وقعت ألمانيا الشرقية والاتحاد السوفييتي على اتفاقية تم بموجبها نقل مطار برلين شونيفيلد للاستخدام المدني (منذ عام 1945، تم تشغيله من قبل الجيش السوفيتي، مع تشغيل رحلات الركاب المجدولة من قبل شركة إيروفلوت). ونتيجة لذلك، قرر مجلس وزراء جمهورية ألمانيا الديمقراطية إنشاء شركة طيران شرق ألمانيا الوطنية، وهي خطوة تم الانتهاء منها في 1 يوليو بتعيين لجنة الإدارة الأولية للشركة. تم اختيار دويتشه لوفتهانزا كاسم لشركة الطيران (في السابق، تم استخدامه من قبل دويتشه لوفت هانزا، حاملة العلم الألماني من عام 1926 إلى عام 1945)، على الرغم من أن حقوق العلامة التجارية قد تم شراؤها من قبل ألمانيا الغربية لوفتهانزا في عام 1954.
استحوذت دويتشه لوفتهانزا على أسطول من طائرات إليوشن إيل -14، والتي تم تشغيلها في البداية من قبل أطقم سوفيتية. تمت أول رحلة لشركة الطيران في 16 سبتمبر 1955، حيث سافر رئيس وزراء ألمانيا الشرقية أوتو غروتيويل إلى موسكو في زيارة دولة. تم إطلاق رحلات الركاب المجدولة في 4 فبراير 1956 مع افتتاح خدمة برلين الشرقية - وارسو. في العام نفسه، تم توسيع شبكة المسار لتشمل موسكو وصوفيا كنقاطها النائية. في 28 مارس 1960، تم تشغيل إليوشن إي أل-18 (طائرة توربينية ) مع دويتشه لوفتهانزا.
بسبب استخدام العلامة التجارية لوفتهانزا، تمت مقاضاة الشركة من قبل ألمانيا الغربية لوفتهانزا. كأثر جانبي، تم منع شركة الطيران الألمانية الشرقية من الانضمام إلى اتحاد النقل الجوي الدولي (لا يمكن أن تصبح عضوًا في منظمة الطيران المدني الدولي أيضًا، لأنه في ذلك الوقت لم يتم قبول الشرق أو ألمانيا الغربية في الأمم المتحدة ). ونتيجة لذلك، تمت تصفية دويتشه لوفتهانزا في 1 سبتمبر 1963. تم نقل موظفيها وأسطولها وشبكة مساراتها إلى انترفلوج، التي تم تأسيسها كشركة طيران مستأجرة مملوكة للدولة في عام 1958 وعملت كناقل علم ألمانيا الشرقية من الآن فصاعدًا.

## شبكة الطرق

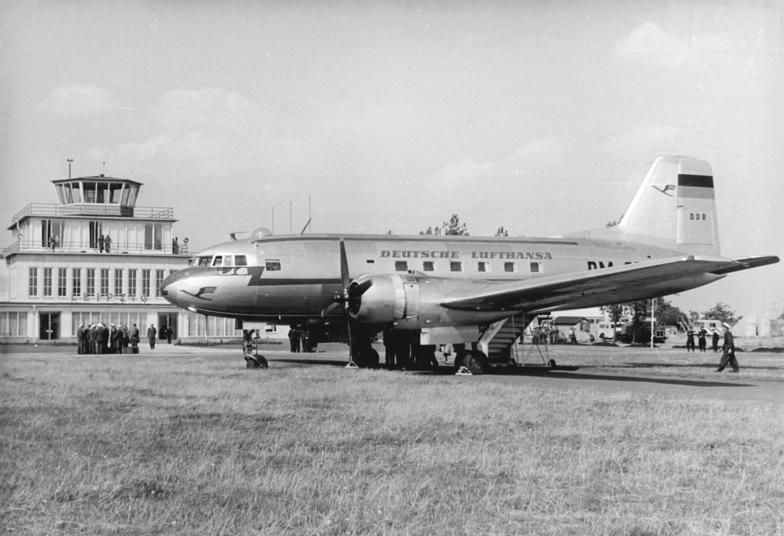
إليوشن إي أل-14 في مطار لايبزيغ (1956).

خدمت دويتشه لوفتهانزا الوجهات التالية على أساس مجدول. كرمز طيران لأرقام رحلاتها، تم استخدام DH.    

### اقتباسات
1. ↑  "Deutsche Lufthansa 1957 timetable, at timetableimages.com". مؤرشف من الأصل في 2020-04-03.
2. ↑  "1958 Deutsche Lufthansa timetable at timetableimages.com". مؤرشف من الأصل في 2020-04-03.
3. ↑  "1962 Deutsche Lufthansa timetable, at timetableimages.com". مؤرشف من الأصل في 2020-04-03.
4. ↑  1963 Deutsche Lufthansa timetable, at timetableimages.com نسخة محفوظة 6 أبريل 2020 على موقع واي باك مشين.

### قائمة المراجع
- كلاوس برايلر: Das große Buch der Interflug . داس نيوي، برلين 2007 ، (ردمك 978-3-360-01904-2) .
- هيلموت إرفورث: Das große Buch der DDR-Luftfahrt . GeraMond، München 2004، (ردمك 3-7654-7216-6) .